# Circonscription de Kombolcha (Est Hararghe)
Pour les articles homonymes, voir Circonscription de Kombolcha.
La circonscription de Kombolcha (Est Hararghe) est une des 177 circonscriptions législatives de l'État fédéré Oromia, elle se situe dans la Zone Est Hararghe. Son représentant actuel[Quand ?] est Anwar Shekyusef Ahmed.